# Хепасалонсаарі
Хепасалонса́рі (рос. Хепасалонсари, фін. Heposalonsaari) — невеликий острів у Ладозькому озері. Належить до групи Західних Ладозьких шхер. Територіально належить до Лахденпохського району Карелії, Росія.
Витягнутий з північного заходу на південний схід. Довжина 5,6 км, ширина 2 км.
Розташований в Якімварській затоці, утворюючи її північний край. На заході вузькою протокою відокремлений від острова Кюльвяянсарі. Острів височинний, південно-східні береги скелясті. Майже весь вкритий лісами.